# Синьотеменно висящо папагалче
Синьотеменното висящо папагалче (Loriculus galgulus) е вид птица от семейство Psittaculidae.

## Разпространение и местообитание
Разпространен е в Бруней, Индонезия, Малайзия, Сингапур и Тайланд.